# Neveklov
Neveklov település Csehországban, a Benešovi járásban. Neveklov Václavice, Chrášťany, Křečovice, Benešov, Maršovice, Čím, Chotilsko, Netvořice, Stranný, Rabyně és Tisem településekkel határos. Lakosainak száma 2769 fő (2024. január 1.).

## Népesség
A település lakosságának változását az alábbi diagram mutatja:
| Lakosok száma | 4017 | 4175 | 3579 | 2426 | 2383 | 2359 | 2593 | 2638 | 2691 | 2769 |
|               | 1869 | 1890 | 1921 | 1950 | 1980 | 2001 | 2017 | 2019 | 2022 | 2024 |